# منتخب قيرغيزستان لكرة القدم
منتخب قيرغيزستان لكرة القدم (بالقيرغيزية: Кыргыз Республикасынын улуттук курама командасы)‏ هو منتخب كرة القدم الخاص بالجمهورية القيرغيزية ويشرف عليه اتحاد قيرغيزستان لكرة القدم. 
لم يسبق له التأهل إلى كأس العالم أما على الصعيد القاري فقد شارك في كأس آسيا مرتين عامي 2019 و2023 بالإضافة إلى مشاركاته في كأس التحدي الآسيوي 3 مرات أعوام 2006 و2010 و2014.

## وصلات خارجية
- قائمة بيانات المنتخب من الموقع الرسمي للفيفا باللغة العربية

1. ↑  "The FIFA/Coca-Cola World Ranking". FIFA. 18 يوليو 2024. اطلع عليه بتاريخ 2024-07-18.